# Paul Kunz
Paul Kunz (1942 – 12 settembre 2018) è stato un fisico e informatico statunitense.

## Biografia
Fisico delle particelle e sviluppatore di software, dopo un incontro al CERN di Ginevra con Tim Berners-Lee (inventore del World Wide Web), il 12 dicembre 1991 crea in California allo SLAC (Stanford Linear Accelerator
Center) il primo web server e la prima pagina web degli Stati Uniti.
Nel 1994 ha creato GnuStep, un progetto informatico che riproduce in versione "Free Software" (distribuita software libero) il sistema operativo OpenStep di Next Inc. che, con l'acquisizione di quest'ultima, Apple utilizzò come base per realizzare il macOS.
È stato anche sviluppatore-capo di HippoDraw, un potente software "orientato agli oggetti" per l'analisi statistica dei dati.
Si è occupato dell'analisi del software per il GLAST (Gamma-ray Large Area Space Telescope), il satellite che la NASA ha lanciato l'11 giugno 2008.